# تايلر مور
تايلر مور (بالإنجليزية: Tyler Moore)‏ هو لاعب كرة قاعدة أمريكي، ولد في 30 يناير 1987 في براندون في الولايات المتحدة.

## وصلات خارجية
- تايلر مور على موقع دوري كرة القاعدة الرئيسي (الإنجليزية)
- تايلر مور على موقعبيزبول رفرنس.كوم (الدوري الرئيسي) (الإنجليزية)
- تايلر مور على موقعبيزبول رفرنس.كوم (الدوري الثانوي) (الإنجليزية)
- تايلر مور على موقع إي إس بي إن.كوم (أم.أل.بي) (الإنجليزية)
- تايلر مور على موقع مشجعي الرسوم البيانية (الإنجليزية)